# 體液
體液（Body fluid）是由水及溶解在水中的电解质、低分子有机化合物及蛋白质等物质组成，广泛分布于组织细胞内外。包括血液、腦脊液、胃液、消化液、精液、唾液、淚液、汗液、尿液、陰道分泌液等。
在病理狀態下，机体也會產生一些平常量少不易收集的體液，如肋膜積液（又稱胸水）、腹腔積液（又稱腹水）、心包膜積液、關節積液、各器官的囊腫（cyst）積液等等。

## 分类
根据对于维持机体水、电解质平衡的作用，可将细胞外液分为功能性细胞外液和非功能性细胞外液。无功能性的细胞外液一半对维持水电解质平衡的作用较小，如脑脊液、关节液、胃肠液等，但其亦有可能造成水电解质平衡但严重失衡，如腹泻或呕吐时胃肠液等大量丢失导致脱水及电解质失衡。

## 组分
成人的体液总量约占体重的60%左右，在小儿中该比例更大。其中细胞内液约占体重的40%，细胞外液中，血浆约占体重的5%，组织间液约占体重的15%。亦有上皮细胞分泌的分布在密闭的腔隙中的透细胞液（又称分泌液），约占体重的1%。
细胞外液的主要阳离子为Na+，阴离子为Cl-、HCO3-和蛋白质；细胞内液的主要阳离子为K+和Mg+，主要的阴离子为HPO4-
和蛋白质。